# Дженсен, Ник
Ник Дженсен (англ. Nick Jensen; род. 21 сентября 1990, Сент-Пол) — американский хоккеист, защитник, игрок клуба НХЛ «Оттава Сенаторз» и сборной США по хоккею.

## Карьера

### Клубная

#### Студенческая
На студенческом уровне выступал за команду «Сент-Клод Стэйт Хаскис», команду представляющую Университет Сент-Клода. По итогам сезона 2011/12 он стал третьим бомбардиром команды, а по итогам сезона 2012/13 был признан лучшим защитником года по версии WCHA и выбран в первую всеамериканскую команду NCAA West First.

#### НХЛ
На драфте НХЛ 2009 был выбран в 5-м раунде под общим 150-м номером клубом «Детройт Ред Уингз». 2 мая 2013 года подписал с командой двухлетний контракт новичка. Он был переведён в фарм-клуб команды «Гранд-Рапидс Гриффинс»; в сезоне 2014/15 он заработал 27 очков (6+21) и стал вторым защитником клуба по заброшенным шайбам.
13 июля 2015 года продлил контракт с клубом на два года. В январе 2016 года его вызвали в «Детройт», но не проведя ни одной игры был возвращён обратно в фарм-клуб.
В НХЛ дебютировал 20 декабря 2016 года в матче с «Тампой-Бэй Лайтнинг»; матч закончился в пользу «молний» со счётом 4:1. В феврале 2017 года он вновь продлил контракт с командой на два года.
В феврале 2019 года был обменян в «Вашингтон Кэпиталз» на Мэдисона Боуи; после перехода он подписал четырёхлетний контракт со «столичными».
28 февраля 2023 года подписал с «Кэпиталз» новый трёхлетний контракт на общую сумму $12.15 млн. долларов.
1 июля 2024 года был обменян в «Оттаву Сенаторз» вместе с пиком третьего раунда-2026 на защитника Джейкоба Чикрана.

### Сборная
Играл за сборную США на ЧМ-2018. В составе команды на турнире он стал обладателем бронзовых медалей.

## Статистика
| Легенда | Легенда                    | Легенда | Легенда                   | Легенда | Легенда    |
| ------- | -------------------------- | ------- | ------------------------- | ------- | ---------- |
| И       | Количество проведённых игр | Штр     | Штрафное время            | +/−     | Плюс-минус |
| Г       | Голы                       | П       | Голевые передачи          | О       | Очки       |
| -       | Статистика неизвестна      | —       | Статистика не учитывалась |         |            |